# Sozialistische Erziehungskampagne

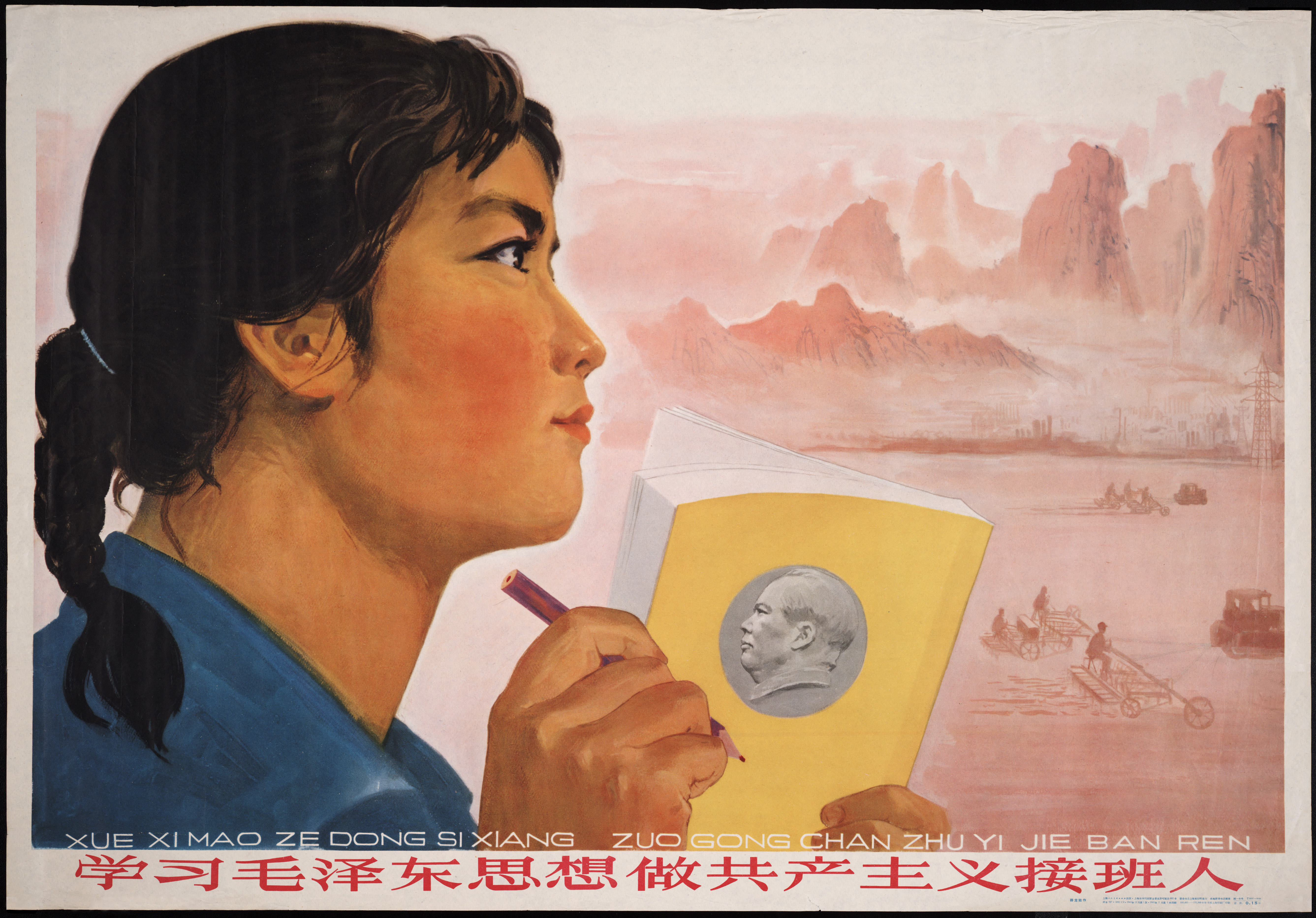
Propagandaplakat von You Longgu (游龍姑, 1923–1993) „Studiere Mao Zedongs Gedanken, sei der Nachfolger des Kommunismus.“ (1963)

Die Sozialistische Erziehungskampagne (chinesisch 社會主義教育運動 / 社会主义教育运动; pinyin: Shèhuìzhǔyì Jiàoyù Yùndòng) war eine politische Kampagne, die 1963 von Mao Zedong in der Volksrepublik China ins Leben gerufen wurde. Mao versuchte, „reaktionäre Elemente“ und „Revisionisten“ innerhalb der Kommunistischen Partei Chinas zu entfernen.

## Ziele und Folgen
Das Ziel der Bewegung war es, Politik, Wirtschaft, Organisation und Ideologie zu reinigen (die „Vier Aufräumarbeiten (四清)“). Während der Bewegung wurden Intellektuelle und Beamte aufs Land geschickt, um von Bauern umerzogen zu werden. Sie besuchten noch die Schule, arbeiteten aber auch in Fabriken und mit Bauern.
Die sozialistische Bildungsbewegung dauerte bis etwa 1965 und gilt als Vorläufer der Kulturrevolution. Laut chinesischen Forschern führte die Sozialistische Erziehungskampagne zu mindestens 77.560 Todesfällen, wobei 5.327.350 Menschen verfolgt wurden. In der Bewegung verschlechterte sich die Beziehung zwischen Mao Zedong und Liu Shaoqi, dem 2. Präsidenten Chinas.